# Wilfried Kindermann
Wilfried Kindermann   (Halle, 4 de setembre de 1940) és un metge i atleta alemany, especialista en els 400 metres, que va competir durant la dècada de 1960.
En el seu palmarès destaca una medalla d'or en els 4x400 metres al Campionat d'Europa d'atletisme de 1962 formant equip amb Johannes Schmitt, Hans-Joachim Reske i Manfred Kinder.
Kindermann va estudiar medicina i fins a la seva jubilació, el 30 de setembre de 2008, va treballar com a director de medicina esportiva a la Universitat de Saarland a Saarbrücken.

## Millors marques
- 400 metres. 46.3" (1963)